# Săvârșin
Săvârșin (in ungherese Soborsin) è un comune della Romania di 3 139 abitanti, ubicato nel distretto di Arad, nella regione storica della Transilvania.
Il comune è formato dall'unione di 9 villaggi: Căprioara, Cuiaș, Hălăliș, Pârnești, Săvârșin, Temeșești, Toc, Troaș, Valea Mare.
Oltre all'agricoltura, la principale attività economica del comune è rappresentata dall'industria estrattiva, con miniere di molibdenite e cave di marmo e granito.
Il principale monumento del comune è il Castello reale, costruito nel XVIII secolo e tuttora di proprietà della Casa Reale romena.
Tra gli altri luoghi di interesse, di un certo rilievo sono due riserve naturali (Peștera lui Duțu e Peștera lui Sinesie), e la chiesa in legno dei Tre Santi Sacerdoti (Sfinții Trei Ierarhi), costruita nel 1782 nel villaggio di Troaș.

## Immagini del Castello reale

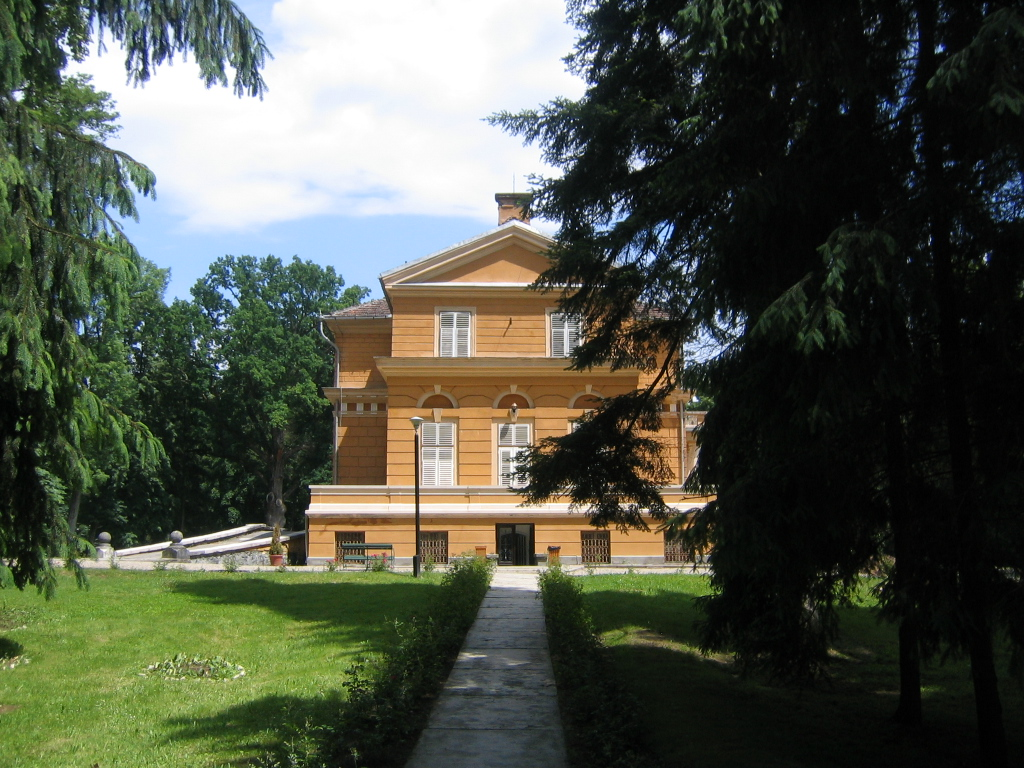
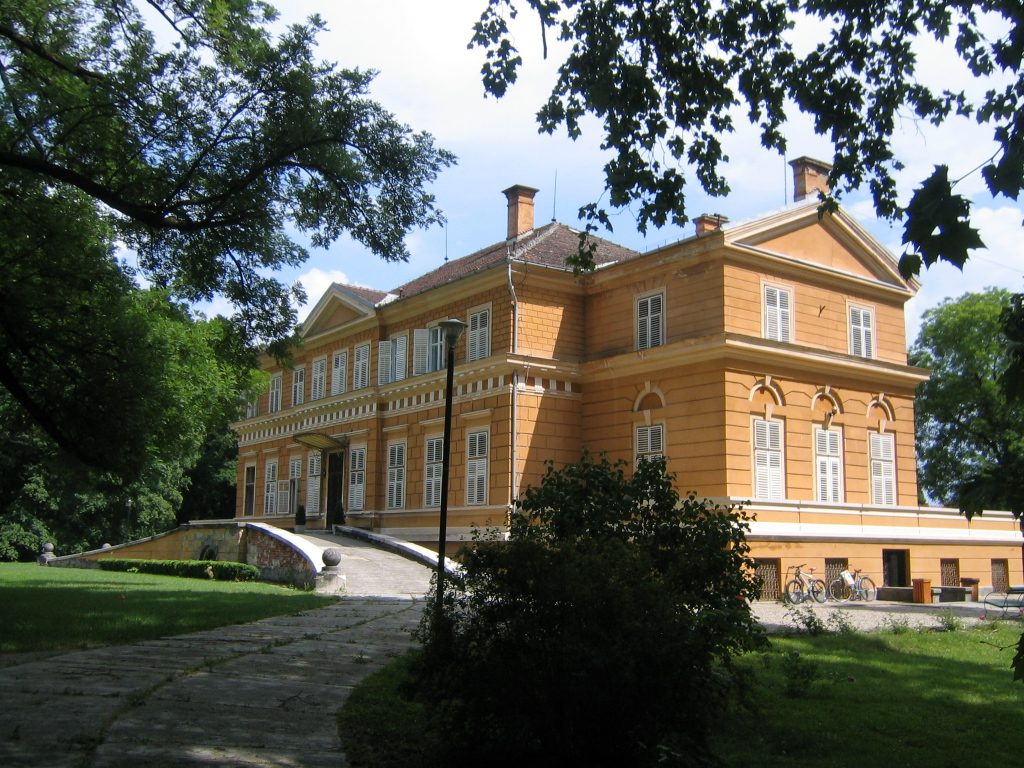
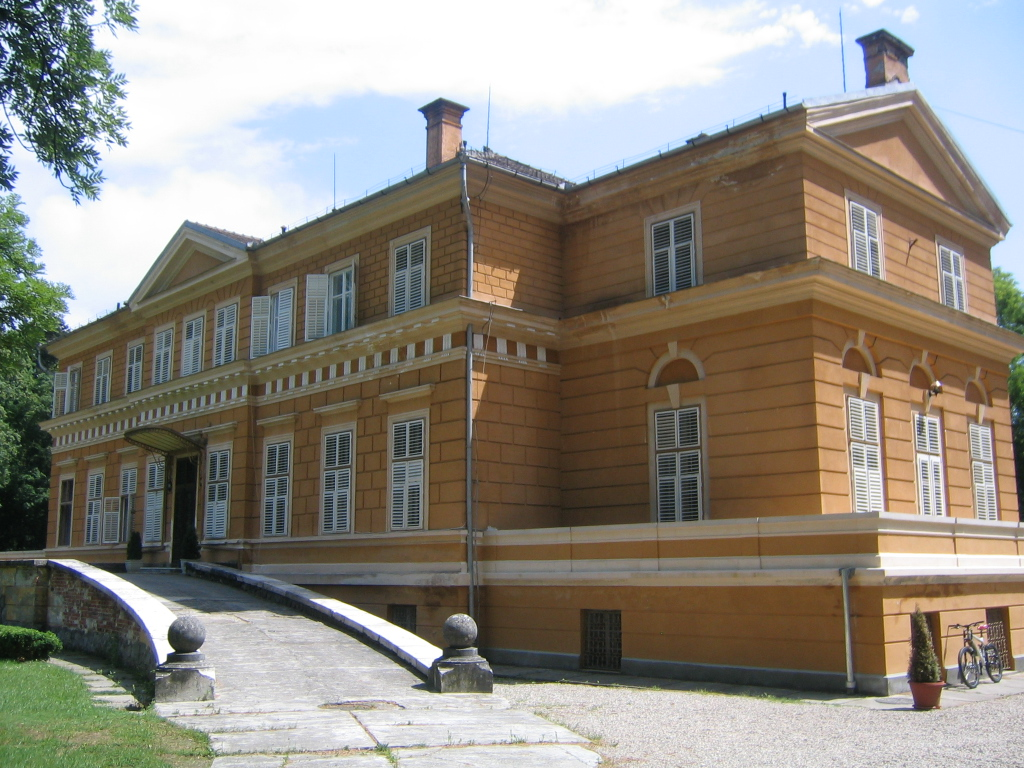

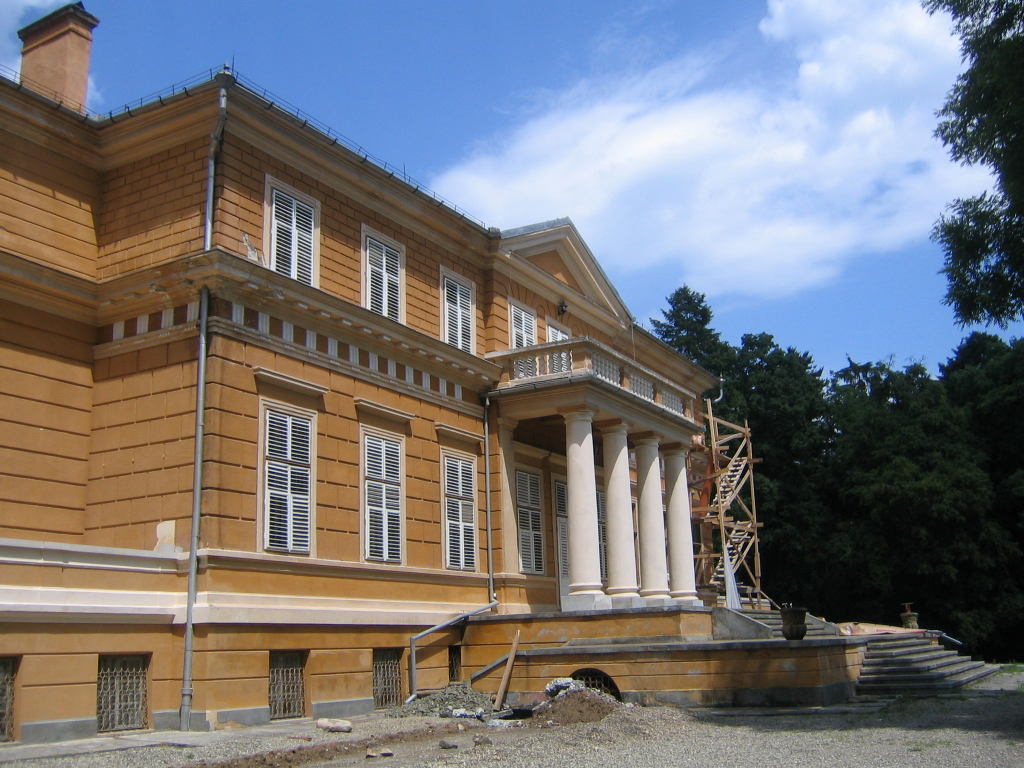
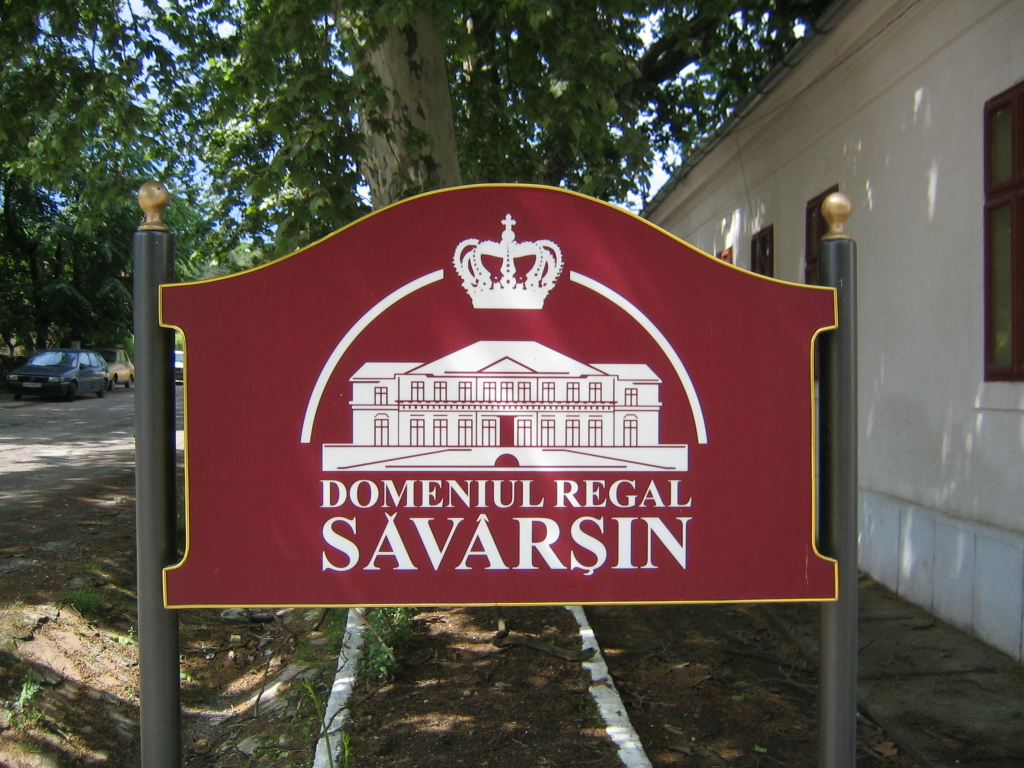